# Paul Hogan
Paul Hogan  (Lightning Ridge, Australija, 8. listopada 1939.), australski komičar i glumac, nagrađen nagradom Zlatni globus.

## Životopis
Rodio se u mjestu Ligthning Ridge, Novi južni Wales. Prije ulaska u glumačke vode, radio je s užadi u Sydneyskoj luci. Pojavljivao se u reklamama i raznim drugim poslovima. Imao je i svoj vlastiti show.(1973. – 1984.,60 epizoda). Proslavio se kao Mick "Crocodile" Dundee u seriji filmova kojim je predstavio Australiju. Osvojio je Zlatni globus, a bio je nominiran za BAFTA-u i Oscara. 1985. godine bio je proglašen Australcem godine, i postao je član Reda Australije. Godine 1987. bio je jedan od voditelja dodjele Oscara (partneri su mu bili Chevy Chase i Goldie Hawn). Ženio se dva puta, ima šestero djece.